# روب غاردنر (طبال)
روب غاردنر (بالإنجليزية: Rob Gardner)‏ هو طبال أمريكي، ولد في 1965 في نيويورك في الولايات المتحدة.

## وصلات خارجية
- روب غاردنر على موقع ميوزك برينز (الإنجليزية)
- روب غاردنر على موقع أول ميوزيك (الإنجليزية)
- روب غاردنر على موقع ديسكوغز (الإنجليزية)